# Khdawedj ala derbouz
Le khdawedj ala derbouz, ou tajine el casbah, est un plat traditionnel algérien faisant partie de la gastronomie algéroise. Il s'agit d’un plat à base de viande d'agneau ou de poulet accompagnée d'œufs.

## Origine et étymologie
Ce plat, très ancien, trouve son origine dans la casbah d'Alger. Il fut l'un des mets favoris de la princesse Khedaouedj (Khdawedj) Al Amia, fille du dey d'Alger Hassan Pacha, d'où son appellation provenant de l'arabe casbadji de la ville d'Alger. Sa seconde appellation, tajine el casbah, se traduit par « tajine de la casbah ».

## Préparation
La cuisson se fait en deux temps. La viande est d'abord cuite dans une sauce blanche à la cannelle et aux pois chiches sur le feu. Ensuite vient la cuisson au four avec des œufs battus parfumés à la sauce du tajine et du persil.